# نهائي كوبا ليبرتادوريس 1964
كانت نهائيات كأس ليبرتادوريس عام 1964 منافسة كرة قدم بين فريق إندبندينتي الأرجنتيني وناسيونال الأوروغواياني يومي 6 و 12 أغسطس من نفس العام. كانت هذه هي المباراة النهائية الخامسة لأبرز منافسات كرة القدم في أمريكا الجنوبية، كوبا دي كامبيونيس (المعروفة لاحقًا باسم "كوبا ليبرتادوريس").
لعب الفريقان نهائيات كأس ليبرتادوريس للمرة الأولى في تاريخهما.